# Phillaur
Phillaur is een nagar panchayat (plaats) in het district Jalandhar van de Indiase staat Punjab. 

## Demografie
Volgens de Indiase volkstelling van 2001 wonen er 22.228 mensen in Phillaur, waarvan 54% mannelijk en 46% vrouwelijk is. De plaats heeft een alfabetiseringsgraad van 28%.